# Jorge Silva (futbolista nacido en 1999)
Jorge Filipe Soares Silva (Oporto, 4 de febrero de 1999) es un futbolista portugués que juega en la demarcación de defensa. Actualmente milita en el Boavista F. C. de la Primeira Liga.

## Trayectoria

### Comienzos
Comenzó a jugar como defensor central en los equipos juveniles del Fútbol Club Oporto en 2012, pasando por la categoría sub-15. Se trasladó al Sport Lisboa e Benfica, eterno rival de su equipo anterior, donde jugó en la sub-17 y sub-19. La Lazio lo compró en agosto en 2017 para reforzar el equipo Primavera.

### Società Sportiva Lazio
Firmó con la Società Sportiva Lazio por una tarifa no revelada el día de la fecha límite de la ventana de transferencia de verano de 2017, procedente del equipo juvenil del Benfica. Desde entonces, Silva completó 22 juegos para la Lazio en el Campionato Primavera 1 la temporada pasada, con 11 apariciones hasta ahora en el Campionato Primavera 2 esta temporada; puntuando una vez.
Sin llegar a debutar con el primer equipo, en octubre de 2020 fue cedido al Boavista F. C.

## Vida privada
Proviene de una familia 100% futbolera, pues es hijo de exfutbolista portugués Luís Jorge Pinto Silva y hermano del también futbolista Fábio Silva.